# Jaroslav Ignác ze Šternberka
Hrabě Jaroslav František Ignác ze Šternberka (německy Jaroslaw Franz Ignaz von Sternberg, 23. květen 1643 Český Šternberk – 12. duben 1709 Litoměřice) byl český šlechtic z rodu Šternberků. Působil jako římskokatolický duchovní, litoměřický biskup, druhý v pořadí (1676–1709). Bývá nazýván tvůrcem barokních Litoměřic, podle návrhu Julia Broggia a jeho syna Octávia Broggia v letech 1689–1701.

## Původ
Pocházel z holické větve českého hraběcího rodu Šternberků. Jako první z holických Šternberků se připomíná roku 1329 Ješek, držící hrad Chlumec nad Cidlinou na východě Čech. V roce 1607 byli Šternberkové povýšeni mezi říšská hrabata. Jeho otcem byl Václav Jiří hrabě ze Šternberka. V dramatickém období první poloviny 17. století držel Václav Jiří ze Šternberku panství a statky: Český Šternberk, Trhový Štěpánov, Radovesice, Veltruby a Chrášťany. Stal se královským radou a zemským soudcem. První manželkou Václava Jiřího byla od roku 1637 Voršila (Uršula) Polyxena z Martinic. Po jejím úmrtí se oženil podruhé, kdy si vzal Helenu Mulzerovou Riesenthalu. Václav Jiří patřil ve své době mezi poměrně vysoce vzdělané osobnosti a zajímal se i o dějiny vlastního rodu. Z prvního manželství měl dva syny a dceru. Starší syn byl Jaroslav František Ignác (budoucí II. litoměřický biskup) a druhý Jan Václav; ten však zemřel mladý a bez potomků, čímž roku 1712 větev holických Šternberků vymřela po meči.

## Život
Jaroslav František Ignác se narodil na hradě Českém Šternberku a byl určen pro duchovní službu. Teologii vystudoval na univerzitách v Praze a Římě. Roku 1662 se stal kanovníkem v Pasově. Jeho ochráncem a podporovatelem se stal důvěrný otcův přítel Matouš Sobek z Bilenberka – biskup královéhradecký (v období 1664–1668) a následně arcibiskup pražský (v období 1669–1670). V Pasově se stal Jaroslav František Ignác velkým ctitelem Panny Marie Pasovské. Její kult pak přenesl do litoměřické diecéze, kde se její obrazy rozšířily.
Kardinál Harrach se svými poradci, zvláště pak s Valeriánem Magni, v souvislosti s rekatolizací vypracovali návrhy na zřízení nových diecézí v Čechách. Harrachovo přání bylo zřídit pro západní Čechy diecézi v Plzni (v roce 1670), ale jeho návrh byl odmítnut. Počítalo se právě s tím, že jejím biskupem se stane Jaroslav František Ignác ze Šternberka. Jako náhrada za město Plzeň byly zvoleny sídlem diecéze Klatovy.
Pražský arcibiskup Sobek pokračoval v úsilí o církevně správní reorganizaci diecézí, a proto již 21. června 1671 byl 28letý Šternberk jmenován klatovským biskupem. Ani zde však nebylo biskupství zřízeno (k tomu došlo v Plzni až v roce 1993), a Šternberk se proto musel vrátit do Pasova. Nepřestal však usilovat o získání biskupského titulu v rodných Čechách.
Krátce po Sobkově smrti (29. dubna 1675) zemřel i první litoměřický biskup Maxmilián Rudolf baron ze Schleinitz (13. října 1675). Holičtí Šternberkové požádali císaře Leopolda I., aby jmenoval Jaroslav Františka Ignáce novým litoměřickým biskupem. Císař se dal přesvědčit a v roce 1676 jej do této funkce jmenoval a v úřadu ho 22. června 1676 potvrdil papež Inocenc XI. Biskupského vysvěcení se Šternberkovi zřejmě dostalo 23. srpna 1676 v Praze od nového pražského arcibiskupa Jana Bedřicha z Valdštejna (v letech 1673–1675 byl druhým královéhradeckým biskupem), nebo od Šebestiána z Pötting-Persingu se spolusvětiteli Johannem Kasparem Kühnerem a Ludwigem Wilhelmem Benzim. Intronizaci nového biskupa se pak odehrála 13. září 1676 v barokně přestavěné, avšak dosud nedokončené litoměřické katedrále.

## Tvůrce barokních Litoměřic

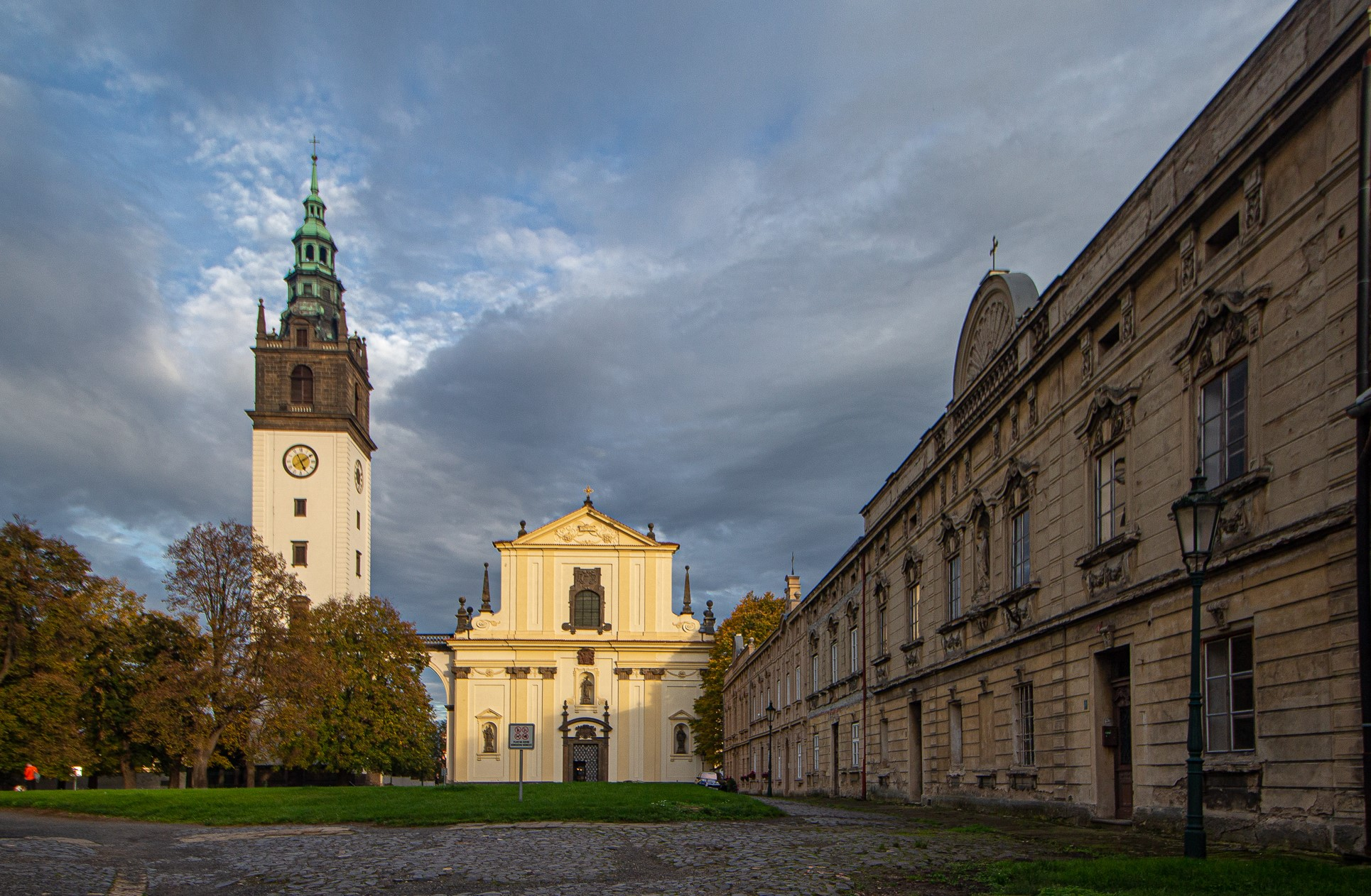
Pohled na katedrálu s věží z Dómského náměstí s kanovnickými domky

Energický 33letý Šternberk se ihned, jako ordinář, začal velice aktivně projevovat. Záleželo mu na dokončení stavby katedrály, což se podařilo, a již za necelý rok se v ní mohla 17. září 1677 konat první ordinace

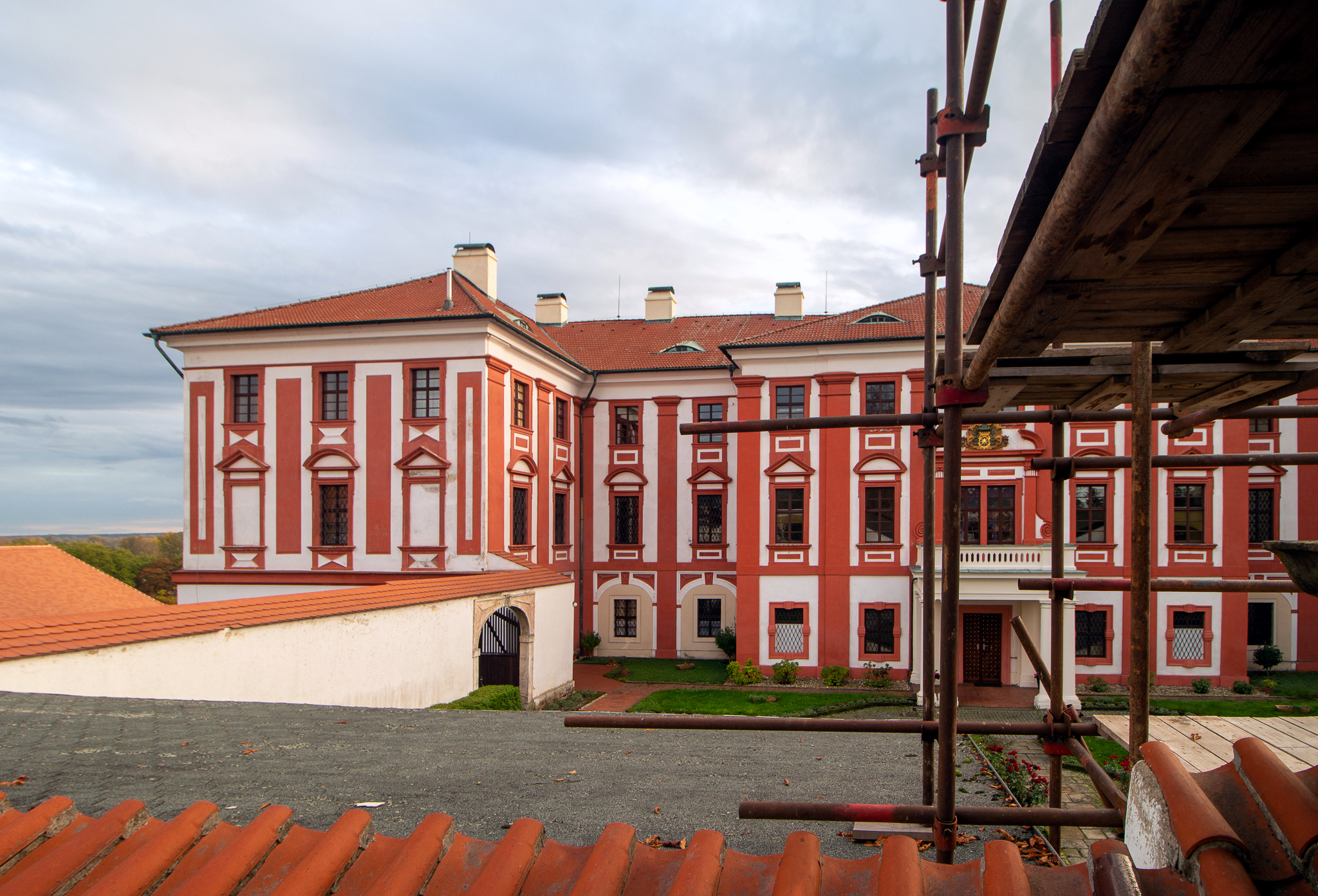
Barokní Biskupská rezidence v Litoměřicích nese šternberský znak

(kněžské svěcení). Litoměřická katedrála se začala budovat na počátku 60. let 17. století. Nákladná stavba si vyžádala značné výdaje. Negativně zde působilo geologické složení půdy Dómského pahorku, které nedovolovalo velké zatížení. Po dostavbě katedrály se prokázalo ohrožení její statiky, a proto byl požádán o pomoc významný pražský barokní architekt italského původu Domenico Orsi. Ten rozhodl odstranit nedokončené dvojvěží katedrály a změnit její průčelí. Postupně byla nová katedrála vybavena i v interiéru. Novou věž (campanilu) postavil až třetí litoměřický biskup Hugo František z Königsegg-Rottenfelsu.
V této době žila v Litoměřicích již více než sto let početná skupina italských stavitelů, zedníků a sochařů sdružených v cechu. Biskup Šternberk jej značně podporoval, takže právě v době jeho episkopátu vznikaly barokní Litoměřice. Zvláštní pozornost si dodnes zasluhují: Spinettiové, Ferettiové, Bernasconiové, Pietro Versa, ale především rodina Broggiů – Julius a jeho syn Octavian. Biskup Šternberk podporoval umění i finančně. Jde například o sakrální stavby obou Broggiů přímo v Litoměřicích: děkanský kostel Všech Svatých, kaple sv. Jana Křtitele, biskupská rezidence, kostel sv. Vojtěcha (Julius Broggio). Dílem Octaviana Broggia je pak jezuitský kostel Panny Marie, dokončení kostela sv. Vojtěcha, kostelík sv. Mikuláše a kostel sv. Václava – vůbec nejvýznamnější barokní architektura ve městě. Rovněž přestavěl kostel Všech Svatých a nově vystavěl kanovnické domy, dominikánský klášter, minoritský klášter, kostel sv. Jakuba, noviciát (dnes diecézní konzistoř – kurie), kde měl původně být seminář, a v neposlední řadě i interiér katedrály – čtyři oltáře.
Pro novou katedrálu získal Šternberk v Římě ostatky sv. Felixe, které byly 18. června 1679 slavnostně uloženy ve zvláštní schránce na oltáři sv. Václava. Tento světec se pak stal patronem litoměřické diecéze. V roce 1687 získal opět z Říma tělo sv. Viktorína z Amiterna a z Uherska ostatky sv. Štěpána, které byly rovněž uloženy v katedrále. I tito dva světci byli vyhlášeni dalšími diecézními patrony. Již v roce 1693 dal biskup v katedrále zřídit oltář tehdy ještě jen blahoslaveného Jana Nepomuckého. Šternberk vysvětil i několik kostelů v diecézi, například roku 1690 kapucínský kostel sv. Vavřince v Rumburku a další.
Biskup Šternberk dal nejen litoměřické diecézi, ale i městu Litoměřice zcela nových charakter a životní styl tehdy moderního baroka.

## Spiritualita biskupa Šternberka
Biskup měl v oblibě nádherně pořádané bohoslužby a rád ve své rezidenci hostil významné osobnosti, duchovní i světské. Měl též velice kladný vztah k hudebnímu umění a k soudobému divadlo, které pořádali studenti u litoměřických jezuitů. Byl velkým ctitelem Panny Marie a již 14 dnů po své instalaci, tedy 28. září, navštívil jako poutník Bohosudov, kde sloužil velkou pontifikální mši svatou, při níž udělil na 717 svátostí přijímání.
Jaroslav František Ignác Šternberg byl typickým českým barokním biskupem. Důrazně si vedl při rekatolizaci, které se zúčastnili misionáři, především z řad jezuitů, ale i dalších řeholí, a polští kněží. Zasloužil se též o vzdělání věřících ve své diecézi.
Byl donátorem 32. kaple poutní Svaté cesty z Prahy do Staré Boleslavi. Kaple byly stavěny v letech 1674–1690. V horním rohu výklenku kaple se nacházelo také jméno stavebníka a jeho erb.

## Majetkové otázky
Jeho vztah k Litoměřicím nebyl ale vždy bez problémů. Již na počátku roku 1679 například vyvrcholil spor mezi ním a městem o správné vedení kostelních účtů. Biskup uvalil 23. února 1679 na město klatbu a nechal uzavřít děkanský kostel. Spor musel nakonec řešit až sám císař. Město muselo dát biskupovi zadostiučiní a omluvit se, biskup naopak odvolal klatbu.
Velké selské povstání roku 1680 v Čechách přímo ovlivnilo jak biskupské panství Stvolínky a statek Třeboutice, tak i kapitulní statek Starý Týn u Úštěka. Vojsko povolané i na toto panství vzpouru tvrdě potlačilo.
Biskupství vedlo též četné spory s patronáty farností. V roce 1703 byl majetek biskupství rozšířen darem arcibiskupa Arnošta hraběte z Thunu z děčínské rodové větve. Ten určil, aby čtvrtina panství Benešov nad Ploučnicí a pět osmin statku v Markvarticích byly věnovány litoměřickému biskupství. Pro finanční správu a kontrolu těchto panství byla proto na konzistoři zavedena zvláštní tzv. thunská pokladna.
Katedrální kapitula byla za vlády biskupa Šternberka zvětšena o další kanonikát tzv. cejnoviánský. Litoměřický měšťan Karel Vilém Šimeček z Cejnova daroval zvláštní listinou kapitule svůj dům a pozemky za podmínky, že držitel kanonikátu má být Čech a má povinnost v katedrále kázat česky. Šimeček z Cejnova se stal pak prvním držitelem tohoto nového kanonikátu.

## Jmenování koadjutora
Energický a pilný biskup si vytvořil jak sbor pomocníků, s nimiž se mu dobře pracovalo, tak i určitý životní styl a rozhodoval o prioritách v diecézi. Veškerá uskutečňovaná činnost neovlivňovala Šternberkovo zdraví, a proto byl zaskočen nečekaným rozhodnutím císaře Leopolda I., že jmenoval jeho koadjutorem hraběte Huga Františka z Königsegg-Rottenfelsu s nástupnickým právem. Šternberk, který udržoval dobrý vztah k císaři a jeho dvoru, poslal proto protest, v němž sdělil, že mu je 57 let, je zdráv a schopen plnit všechny své povinnosti. Tento protest však neměl pro Šternberka žádný pozitivní účinek; hrabě Königsegg-Rottenfels měl pouze počkat na své pozdější jmenování. Když se však Šternberk dozvěděl, že Königsegg-Rottenfelsovi jde pouze o další kariéru v církvi, že k litoměřickému biskupství nemá žádný vztah, ale že si chce zajistit jen další církevní hodnost, uklidnil se a pokračoval dále ve svém stylu práce, povinnostech a angažovanosti.
Zemřel po krátké nemoci 12. dubna 1709 ve věku 66 let. Podle poslední vůle byl pohřben ve zvláštní hrobce před hlavním oltářem litoměřické Svatoštěpánské katedrály.